# Distretto di Bir Ghbalou
Il distretto di Bir Ghbalou è un distretto della provincia di Bouira, in Algeria, con capoluogo Bir Ghbalou.